# Matti Ranin

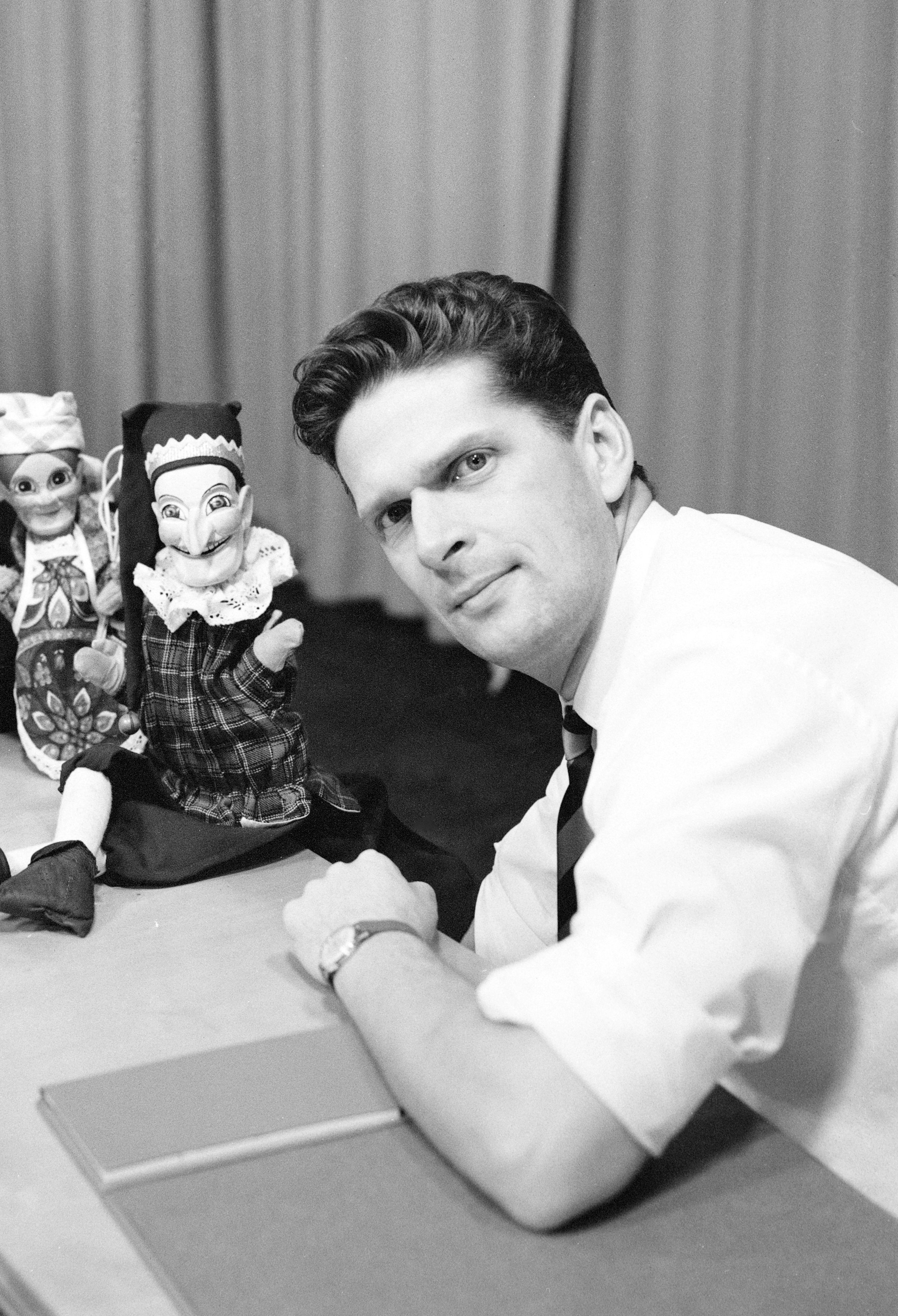
Matti Ranin (1964).

Matti Helge Ranin, född 21 november 1926 i Tammerfors, död 24 november 2013 i Helsingfors, var en finländsk skådespelare och teaterchef. Han var son till Helge och Saara Ranin.
Ranin studerade 1946–1950 vid Helsingfors universitet och var 1948–1975 engagerad vid Finlands nationalteater, chef för Intimiteatteri 1975–1987, för Teatteri pieni Suomi 1987–1988, chef och skådespelare vid dockteatern Kasper-teatteri 1960–1988. Han blev 1955 känd med en gång över hela landet tack vare rollen som Kariluoto i Edvin Laines film Okänd soldat. Också Ranins tafatta polismedhjälpare Virta i kommissarie Palmu-filmerna bidrog till hans folkgunst, liksom fortsättningen av Väinö Linna-filmatiseringarna. Han medverkade också i populära tv-serier som Hemgatan och var en trogen gäst på Pyynikki sommarteater 1958–1966. På Finlands nationalteater var han bland annat Andrej i Tre systrar, Kurt i Dödsdansen, Horatio i Hamlet och Källarmästaren i Lars Noréns Natten är dagens mor.
Ranin hade många förtroendeuppdrag, bland annat medlem av styrelsen för Finlands nationalteaters skådespelarförening 1963–1975, ordförande 1964–1975, medlem av styrelsen för Finlands skådespelarförbund 1964–1975, vice ordförande 1970–1975, medlem av direktionen för Finlands nationalteater 1969–1974 och projektchef för påskdramat Via Crucis sedan 2000. Han publicerade 2004 memoarerna Käsi otsalla!. Han tilldelades Pro Finlandia-medaljen 1988 och teaterråds titel 2001.